# Autorité organisatrice de la mobilité
Pour les articles homonymes, voir AOM.
Une autorité organisatrice de la mobilité (AOM), anciennement autorité organisatrice de transport urbain, est une forme d’autorité organisatrice de transports française.
L’autorité organisatrice de la mobilité, ainsi dénommée par la loi MAPTAM du 27 janvier 2014, assure l’organisation du réseau de transport urbain sur son territoire, le ressort territorial (anciennement périmètre de transport urbain). Pour cela, l’AOM peut percevoir le versement mobilité (VM, anciennement Versement transport).
Dans la majorité des cas, ce sont les communautés d'agglomération, les communautés urbaines et les métropoles qui exercent le rôle d'AOM sur leurs territoires. Parmi les exceptions, on retrouve la région Île-de-France avec Île-de-France Mobilités, et SYTRAL Mobilités qui organise les mobilité dans la métropole de Lyon et le département du Rhône ainsi que huit communes extérieures. Ces deux AOM ont été créées par la loi.
Il est à noter que Île-de-France Mobilités exerce le rôle d'autorité organisatrice de transports (transports régionaux) et également d'autorité organisatrice de la mobilité (transports urbains).

## Les différentes AOM en France
Les types de statut juridique des autorités organisatrices de transport urbain sont multiples. Traditionnellement, les transports publics urbains étaient organisés par les communes, notamment dans le sud de la France. Les autorités organisatrices communales représentaient encore plus de 30 % du total des AOTU jusqu’en 1999. Les autorités organisatrices intercommunales se sont développées dans les années 1970 avec la création de nombreux syndicats intercommunaux à vocation unique (SIVU) ayant pour unique compétence « l’organisation des transports urbains ». Entre la fin des années 1970 et 1999, 20 à 30 % des AOTU étaient des SIVU.
En 2004, quelques années après l'adoption de la loi Chevènement (1999), les statuts juridiques des AOTU sont dominés par les communautés d’agglomération (43 %). Les communautés de communes et les communautés urbaines comptent respectivement pour 12 et 5 % du total des AOTU. Les syndicats mixtes, en augmentation, représentent 12 % des AOTU en 2004, tandis que les SIVU (8 %) et SIVOM (1 %) ont sensiblement diminué. Enfin, toujours en 2004, 18 % des AOTU sont des communes.
Depuis le 24 décembre 2019, la loi d'orientation des mobilités (LOM) offre la possibilité aux communautés de communes de prendre la compétence mobilité, tout en renforçant le rôle des régions en qualité de chefs de file de la mobilité. Les conseils communautaires avaient jusqu'au 31 décembre 2020 pour délibérer à ce sujet. La loi d'orientation des mobilités (LOM) a pour objectif de supprimer les zones non couvertes par une autorité organisatrice de la mobilité (AOM) en faisant en sorte que la totalité du territoire français soit couverte par des autorités organisatrices de la mobilité d'ici le 1er juillet 2021.

## Exemples d'AOM en France

### Exemples d'AOM selon le droit commun
- les communautés d’agglomération[2] ;
- les communautés urbaines[6] ;
- les métropoles de droit commun et la métropole à statut particulier Aix-Marseille-Provence[7].

À compter du 1er juillet 2021 :
- les communautés de communes, si elles choisissent de prendre la compétence mobilité ;
- la région, dans le cas des communautés de communes non compétentes[8].

### Exemples d'AOM selon des dispositions spécifiques
- Île-de-France Mobilités[3], les intercommunalités d'Île-de-France n’ayant pas le statut d’AOM de premier rang ;
- SYTRAL Mobilités[9], couvrant la métropole de Lyon et 11 des 12 intercommunalités du Rhône, dont certaines possèdent des communes de l'Ain et de la Loire ;
- quatre îles mono-communales existantes, les îles d'Yeu, de Bréhat, de Sein et d'Ouessant[10], dans lesquelles l’obligation de rattachement à une communauté ne s’applique pas ;
- la collectivité territoriale de Martinique qui est autorité organisatrice unique, ainsi que les départements ou les régions d’outre-mer de droit commun si le choix est retenu de désigner une autorité organisatrice unique.

## Compétences
L’autorité organisatrice de la mobilité peut assurer la compétence en régie ou déléguer l’exploitation de son réseau à un opérateur de transport. Les relations contractuelles qui associent l’autorité organisatrice de transport urbain et l’exploitant du réseau urbain sont également diverses : délégation de service public, marché public... Selon le GART, en 2004, 91 % des réseaux sont exploités en gestion déléguée contre 9 % en gestion directe.